# فیلیپو ساوینی
فیلیپو ساوینی (ایتالیایی: Filippo Savini؛ زادهٔ ۲ مهٔ ۱۹۸۵) دوچرخه‌سوار اهل ایتالیا است.